# Alien Nations
Alien Nations (tyska: Die Völker) är ett datorspel skapat av JoWooD Productions för Windows-baserade datorer som publicerades 1999 och släpptes på GOG.com 2009. En uppföljare, The Nations, publicerades 2002. Spelserier har köpts av THQ Nordic under 2011. 